# 黃翊 (香港)
黃翊（英語：Timothy Wong Yik，1967年11月16日—），香港男歌手和演員，曾於大埔墟街市及熟食中心開設大牌檔，現時於同區錦石新村經營餐廳「105冰室」，並有YouTube頻道「黃翊 Wong Yik」，定期邀請嘉賓同臺唱歌，截至2022年10月20日逾11,800人追蹤，片均點擊率數千。其面書專頁「黃翊 Wong Yik - 精神翊翊歌友會」，則逾22,000人追蹤，帖均讚好數百。

## 背景

### 早年生活
黃翊於大埔比華利山別墅前身之村落成長，父親經營模型舖及茶樓。兒時多玩燈籠、放紙鳶，於九龍讀小學、伯裘英文書院大埔分校讀中一及香港基教書院讀中二至中五）。年青去信《夢想成真》之主持車淑梅，求跟戴思聰學唱歌。

### 歌唱事業
1986年，黃翊受訓於戴思聰，以張國榮快歌《Stand Up》參加《第五屆新秀歌唱大賽》。雖不奪冠而獲關維麟賞識，簽入陳少寶旗下之新藝寶唱片，惟首兩年出不了唱片，因為高層器重回歸寶麗金之許冠傑、張國榮、徐小鳳，並先為新人蔣志光、黃凱芹、李克勤等出碟。迨1988年，知名填詞人向雪懷安排黃翊跟新人李明珠合唱漢城奧運之無綫電視版主題曲《一呼百應》。
陳少寶其時主理新藝寳，可因寶麗金幾近壟斷，關淑怡等實力派亦簽入，關維麟遂調遣陳少寶，並任林振業為公司主席。其欲捧黃翊為「張國榮接班人」，張國榮欣賞黃翊歌藝，為其作《太陽傘下》一曲，俾使林振業轉EP為專輯，黃翊遂成新藝寳旗下歌手。
1989年4月中，黃翊首張專輯《冬季等到夏季》出爐，主打之《黃昏戀人》，跟陳慧嫻《忘記悲傷》為同一曲目，大受歡迎，入選《第十二屆十大中文金曲頒獎音樂會》「最有前途新人獎」，得「優異」，王傑、關淑怡及蘇永康則雄踞頭三位。1990年4月，發行第二張個人大碟《黃翊》，其中跟王菲合唱《遲到的愛》。
翌年憑原創歌《最愛的妳》奪《1991年勁歌金曲第三季季選》得獎金曲，首次角逐「最受歡迎男歌星」獎，一度爆紅。1991年共有三張專輯，兩張粵語，一張國語，乃產量最多之一年。

### 息影廿載
1992年，黃翊跟女歌手黃寶欣相戀，不公的遭「雪藏」，原在灌錄之新專輯無疾而終。剛失業拍過電影，到馬來西亞拍劇及大陸登台，惟因名氣銳減，收入不夠而離開樂壇。
2000年，改為於屯門黃金海岸賣衣。
2006年於大埔墟街市及熟食中心開設「三小姐海鮮小菜」，迨2021年跟「銓仔記海鮮晚飯小菜」東主合營，生意興隆，跟其唱業相輔相成。同年，新藝寶唱片發行精選合輯《失而復得》，收錄其多首經典，包括《最愛的妳》及《黃昏戀人》。
2017年5月受《東方日報》訪問，透露息影後，重遇一名事業有成之同期歌手，上前請安但遭蔑視，心有餘悸，自此不敢跟舊雨問好，慨嘆人情冷暖，心態由是改變。

### 回歸樂壇
黃翊近年偶現電台、報刊，以飲食為主。2016年，黃翊受香港電台電視節目《香港故事-璀璨之後》訪問，論盡歌手生涯及息影生活。
2017年，他應無綫電視邀請，於綜藝節目《流行經典50強》重唱首本名曲《最愛的妳》，並大受歡迎，掌聲遍野。黃翊説，復出是為證明給兒子自己曾是歌手。不久，他又於《流行經典50年》重唱一己金曲《黃昏戀人》、《哭著笑》及《一世濃情》，廣為稱頌。網民紛紛替其坎坷半生抱打不平。同年5月，黃翊獲星夢娛樂老闆何哲圖垂青，洽任《流行金曲50年演唱會》之嘉賓。
不甘寂寞的黃翊，自掏腰包灌錄新歌，跟幾間唱片公司商討出碟，舉行小型演唱會；其現時經理人為前歌手鄭瑞芬。黃翊於同年11月12日，發行復出首歌《我的光》，僅供電台播放之單曲唱片（「白版碟」）雖不復流行，其仍自資錄製，親自派送。其至今亦無隸屬，乃業餘獨立歌手。
其屢獲邀為新一輯《流行經典50年》之嘉賓，亦獻唱於湯寶如、黎小田及黎瑞恩之演出。
相隔廿六年，於2018年10月23日發行第八張專輯《A Second Chance》，並於九龍灣國際展貿中心 Star Hall 舉行首個演唱會《最愛的你演唱會2018》，邀請黃寶欣、黃和興及李克勤表演，可惜妻子因腎病昏迷，一度垂危，未能出席。黃翊重提一度哽咽。
2019年5月24日於大埔錦石新村開設另一餐廳「105冰室」。
2020年8月20日，受陳志雲之網絡頻道訪問，重提上述經歷，表示已經釋懷，不再記恨「雪藏」自己之舊上司，認為人眼生於頭上就要向前看，沉溺過去將耽誤人生，老天既然再給機會，便不應該斤斤計較，而是以歌為樂，克盡本分。

### 歌迷應援
1990年6月16日，《黃翊國際歌迷會》成立，可因其淡出而沉寂，迨2017年7月16日重組，辦首個聚會，易名「精神翊翊歌友會」。其面書專頁截至2022年10月20日，逾22,000人追蹤，帖均讚好數百。
有網民認為黃翊之歌喉，殊不遜於同期之蘇永康及李克勤，遠勝當今歌手，「佢（他）音域唔（不）窄，當時主打情歌，時而恢弘穩健，時而灑脫輕柔，唱親（每逢唱歌）都幾連貫，唔（不）多抖（吸）氣聲，亦都冇（沒有）忽大忽細，遠遠好過唔（不）少時下歌手。」，慨嘆樂壇急遽敗壞，出色歌手屢遭埋沒，而叨竊非據者眾。

### 感情生活
黃翊於1989年跟女歌手黃寶欣因拍無綫電視劇《淘氣雙子星》共墮愛河，惟於1997年分別。其後，他跟亞視前藝員陳存正共諧連理，兒子出生於2005年，至今兩人無婚。

## 音樂作品

### 個人單曲
| 專輯 # | 專輯名稱 | 專輯類型 | 發行公司 | 發行日期       | 曲目              |
| 1st    | 我的光   | 自資     | -        | 2017年11月12日 | 曲目 CD 1. 我的光 |
| 2nd    | 愛到底   | 自資     | -        | 2018年7月18日  | 曲目 CD 1. 愛到底 |

### 個人專輯
| 專輯 # | 專輯名稱         | 專輯類型            | 發行公司                            | 發行日期                                                                 | 曲目 |
| 1st    | 冬季等到夏季     | 大碟                | 寶麗金（新藝寶） 環球唱片           | 1989年4月6日 2017年9月24日（環球經典禮讚）                               | 曲目 CD 1. 冬季等到夏季 2. 信差日記 3. 太陽傘下 4. 為了妳 5. 愛像冰封 6. 客人 7. 黃昏戀人 8. 戀愛物語 9. 告訴我為何 10. 愛情玩笑 |
| 2nd    | 黃翊             | 大碟                | 寶麗金（新藝寶） 環球唱片           | 1990年4月3日 2017年9月24日（環球經典禮讚）                               | 曲目 CD 1. Kiss 2. 愛是從來無盡頭 3. 崩潰 4. 就算 5. 遲到的愛（與王靖雯合唱） （電影《再戰江湖》主題曲） 6. 可以嗎？ 7. 離別季節 8. 兒歌 9. 飄渺的遠方 （日本動畫《龍珠》第二輯無綫電視粵語版主題曲） 10. 誰來愛我們 （1989亞太金箏流行曲創作大賽（香港決賽）冠軍歌曲） |
| 3rd    | Dance & Romance  | 大碟                | 寶麗金（新藝寶） 環球唱片           | 1990年10月12日 2017年9月24日（環球經典禮讚）                             | 曲目 CD 1. 火中火 2. 豐盛人生 3. 不要怕發生 4. 逃夢 5. 專制情人 6. I'm In Love 7. 歲月長情 8. 錯愛也是愛 9. 喜歡愛妳 10. 一剎痴情 11. 心窗的曙光 |
| 4th    | Changes          | 大碟                | 寶麗金（新藝寶） 環球唱片           | 1991年6月11日 2017年9月24日（環球經典禮讚）                              | 曲目 CD 1. 最愛的妳 （無綫電視外購劇《阿Sir正傳》主題曲） 2. 寧願這麼過一生 3. 報復 4. 這是我最後一次等妳 5. 若妳記得我 6. 妳的心事 7. 愛在夕陽後 8. 忘記一些還有一些 9. 忘記得差不多 10. 惡夢                                                                          |
| 5th    | Forever          | 大碟（新曲 + 精選） | 寶麗金（新藝寶） 環球唱片           | 1991年12月19日 2006年6月22日（環球復黑王） 2017年9月24日（環球經典禮讚） | 曲目 CD 1. 痴心不變 2. 再見寂寞 3. 最愛的妳 （無綫電視外購劇《阿Sir正傳》主題曲） 4. 逃夢 5. 黄昏戀人 6. 火中火 7. 心窗的曙光 8. Kiss（Kissin' Mix） 9. 喜歡愛妳 10. 報復 11. 可以嗎？ 12. I'm In Love 13. 愛是從來無盡頭                                               |
| 6th    | 癡傻男孩（國語） | 大碟                | 寶麗金（新藝寶） 藍與白唱片         | 1991年                                                                   | 曲目 CD 1. 癡傻男孩（與潘美辰合唱） 2. 只是朋友 3. 抱不緊你的心 4. 在該走的時候走 5. 愛情煩惱 6. My Lonely Love 7. 謝謝你曾陪我 8. 管他是幾點鐘 9. 是無緣還是錯 10. 愛上你是好還是壞                                                                                    |
| 7th    | Arrival          | 大碟                | 寶麗金（新藝寶）                    | 1992年5月26日 2017年9月24日（環球經典禮讚）                              | 曲目 CD 1. 哭著笑 2. 一世濃情 （無綫電視劇集《破繭邊緣》主題曲） 3. 笑吧 （無綫電視劇集《賭霸》主題曲） 4. 在妳轉身的一刹 （無綫電視劇集《賭霸》插曲） 5. 電視人 6. 眼睛不說謊 7. 高溫雪花 8. 深深愛過 9. 做個香港人 10. 改天相愛過                                     |
| 8th    | A Second Chance  | 大碟（新曲 + 精選） | WY Sound Waves / Play Music Limited | 2018年10月24日（2018年10月23日率先在演唱會發售）                         | 曲目 CD 1. 最愛的妳 （無綫電視外購劇《阿Sir正傳》主題曲） 2. 痴心不變 3. 畫出彩虹 4. 我的光 5. 愛到底 6. A Second Chance（與黃寶欣合唱） 7. 黃昏戀人 8. 追 9. 我為何受傷 10. 愛的兇手                                                                                   |

### 合輯
| 專輯 # | 專輯名稱                                                          | 專輯類型    | 發行公司                     | 發行日期                              | 曲目 |
| 1st    | Pearl Lee On Holiday （页面存档备份，存于）                       | 大碟        | 寶麗金                       | 1988年8月 2010年2月11日（環球復黑王） | 曲目 CD 1. 拒絕為你（李明珠） 2. 門外過路人（李明珠） 3. 獨幕戲（李明珠） 4. Come In December（李明珠） 5. 一呼百應（李明珠、黃翊） （《1988年漢城奧運》主題曲） 6. 突然（李明珠） 7. 夢裡傷痕（李明珠） 8. 拾回的愛（李明珠） 9. 窒息（李明珠） 10. 何必當初（李明珠） |
| 2nd    | 新藝寶'88精選                                                     | 精選        | 寶麗金（新藝寶）             | 1988年11月                            | 曲目 CD 1. 沉默是金（許冠傑、張國榮） 2. 迷亂（麥潔文） 3. 衝開一切（Beyond） 4. 邁進新領域（許冠傑） 5. 不想再擁有（柏安妮） 6. 一呼百應（黃翊、李明珠） 7. 交織千個心（許冠傑） 8. 信差日記（黃翊） 9. Girlfriend（麥潔文） 10. 不舉傘的雨天（柏安妮） |
| 3rd    | 為自由                                                            | 卡式錄音帶  | 支聯會（页面存档备份，存于） | 1989年5月23日（義賣）                 | 曲目 1. 為自由（大合唱） 2. 為自由（伴唱音樂） 3. 為自由（特長版本） |
| 4th    | 新藝寶金曲金碟                                                    | 新曲 + 精選 | 寶麗金（新藝寶）             | 1989年7月                             | 曲目 CD 1. 阿郎戀曲（許冠傑） （電影《阿郎的故事》主題曲） 2. 側面（張國榮） 3. 大地（Beyond） 4. 迷亂（麥潔文） 5. 沉默是金（許冠傑、張國榮） 6. 也許不易（李健達） （電影《阿郎的故事》插曲） 7. 貼身（張國榮） 8. 週末舞曲（麥潔文） 9. 黃昏戀人（黃翊） 10. 喜歡你（Beyond） |
| 5th    | 新藝寶金曲金碟 Vol. 2                                             | 新曲 + 精選 | 寶麗金（新藝寶）             | 1989年10月                            | 曲目 CD 1. 誰來愛我們（黃翊） （1989亞太金箏流行曲創作大賽（香港決賽）冠軍歌曲） 2. 童年時（張國榮） 3. 真的愛妳（Beyond） 4. 憂傷都市（浮世繪） 5. 客人（黃翊） 6. 飛砂風中轉（周潤發） （電影《我在黑社會的日子》主題曲） 7. 瀟洒先生（泰迪羅賓） （電影《瀟洒先生》主題曲） 8. 暴風一族（Remix Version） （張國榮） 9. 留給最愛的說話（張麗瑾、鄭丹瑞） 10. 月滿繁星夜（浮世繪） 11. 歲月無聲（麥潔文） 12. 逝去日子（Beyond） （無綫電視劇集《淘氣雙子星》主題曲） |
| 6th    | 新藝寶金曲金碟 Vol. 3                                             | 新曲 + 精選 | 寶麗金（新藝寶）             | 1990年5月                             | 曲目 CD 1. 原諒我今天（Beyond） 2. 無奈那天（王靖雯） 3. 不再流浪（李健達） 4. 騙我也要一世（柏安妮） 5. 深宵三點（麥潔文） 6. 歲月無聲（Beyond） 7. 命運造我（黃翊） （電影《老虎出更》第二集插曲） 8. 藉口（王靖雯） 9. 祗因喜歡你（林海峰、周美茵） 10. 無悔這一生（Beyond） 11. 不夜天（柏安妮） 12. 食嘢一族（軟硬天師） |
| 7th    | Cinepoly The First 5 Years                                        | 新曲 + 精選 | 寶麗金（新藝寶）             | 1990年8月                             | 曲目 CD 1. Kiss（Kissin' Mix）（黃翊） 2. 真的愛妳（Beyond） 3. 阿郎戀曲（許冠傑） 4. 無心睡眠（張國榮） 5. 留給最愛的說話（張麗瑾、鄭丹瑞） 6. 勁舞 Dancing Queen（麥潔文） 7. 禮拜六（開心少女組） 8. 尾班車（王靖雯） 9. 飛砂風中轉（周潤發） （電影《我在黑社會的日子》主題曲） 10. 不想再擁有（柏安妮） 11. 我愛（李中浩） 12. 也許不易（李健達） 13. 知道不知道（浮世繪） 14. 食嘢一族（軟硬天師） |
| 8th    | Cinepoly 5th Anniversary （页面存档备份，存于）                   | 大碟        | 寶麗金（新藝寶）             | 1990年9月 2007年8月22日（環球復黑王） | 曲目 CD 1. 唱不完的歌 （黃翊、Beyond、劉漢樂、方季惟、王靖雯） 2. 為甚麼只有我在等（劉漢樂） 3. 太陽的心（Beyond） 4. 噯姑乖（軟硬天師） 5. I'm In Love（黃翊） 6. 悔（方季惟） 7. 知心一個（黃翊、劉漢樂） 8. 不可多得（王靖雯） 9. 答應（劉漢樂） 10. Keep It Together（王靖雯、軟硬天師） |
| 9th    | 香港經典金曲珍藏集 12                                             | 精選        | 寶麗金                       | 1990年                                | 曲目 CD 1. 太陽星晨（張學友） 2. 月半小夜曲（李克勤） 3. 馬路天使（達明一派） 4. 城市足印（徐小鳳） 5. 半夢半醒（譚詠麟） 6. 飛躍千個夢（草蜢） 7. 讓一切隨風（鍾鎮濤） 8. 水中花（譚詠麟） 9. 大會堂演奏廳（李克勤） 10. 溜冰滾族（達明一派） 11. 千載不變（溫拿樂隊） 12. 流下眼淚前（徐小鳳） 13. 青蔥歲月（黃凱芹） 14. 一呼百應（黃翊、李明珠） |
| 10th   | 新藝寶金曲金碟 Vol. 4                                             | 新曲 + 精選 | 寶麗金（新藝寶）             | 1991年3月                             | 曲目 CD 1. 繼續玩（黃翊）（電影《龍的傳人》主題曲） 2. 用一生去思念（鄭梓浩） 3. 堅持信念（Beyond） 4. Everything（Remix）（王靖雯） 5. 你冷不冷（潘美辰） 6. 為甚麼只有我在等（劉漢樂） 7. 噯姑乖（軟硬天師） 8. 誰來主宰（Beyond）（無綫電視劇集《笑傲在明天》主題曲） 9. 夜難眠（劉彩玉） 10. 心窗的曙光（黃翊） 11. 答應我（方季惟） 12. 傾側的心（陳慧麗） 13. 巴黎塔尖（王靖雯） |
| 11th   | Cinepower                                                         | 新曲 + 精選 | 寶麗金（新藝寶）             | 1991年12月                            | 曲目 CD 1. Amani（Beyond） 2. 一冷一熱（Remix）（甄楚倩） 3. 最愛的妳（黃翊） （無綫電視外購劇《阿Sir正傳》主題曲） 4. 紅太陽（劉彩玉） 5. 川保久齡大戰山本耀司（Remix）（軟硬天師） 6. 又繼續等（王菲） 7. 男人眼淚（鄭梓浩） 8. 不懂愛的人（潘美辰） 9. 癡心一往（劉漢樂） 10. 恨在今天再相遇（方季惟） （電影《賭俠二之上海灘賭聖》粵語版主題曲） |
| 12th   | IFPI 唱片銷销量榜 成立纪念特輯                                    | 精選        | 國際唱片業協會               | 1992年10月                            | 曲目 CD 1. 動地驚天愛戀過（鄭伊健） 2. 娃娃看天下（鄭秀文） 3. 最愛的你（黃翊） 4. My Baby（張立基） 5. 忘我精神（Remix）（劉德華） 6. 一顆不變心（張學友） 7. 紅天灰雨（劉文娟） 8. 各自…各精彩（劉美君） 9. 春風秋雨（葉蒨文） 10. 夏季不不不（梁漢文） 11. Goodbye My Love（黎明詩） 12. 准我離開吧！（Remix）（吳婉芳） 13. 愛恨纏綿（關淑怡） 14. 冬日情濃（彭羚） 15. 現代愛情啟示錄（彭家麗、蔡興麟） 16. Because I Love You（杜德偉） |
| 13th   | 新藝寶精選金曲                                                    | 新曲 + 精選 | 寶麗金（新藝寶）             | 1992年12月                            | 曲目 CD 1. 愛侶（王靖雯） 2. 愛是太精采（鄭梓浩） 3. 降魔者（劉彩玉） 4. 笑吧（黃翊） 5. 凡人咖啡店（凡人二重唱） 6. 刻骨的愛（甄楚倩） 7. 報答一生（BEYOND） 8. 一生只給你（李家明） 9. 相依一輩子（劉玉翠） 10. 阿郎戀曲（許冠傑） 11. 一千堆廢話（軟硬天師） 12. 盡情地幹（鄭梓浩） 13. 沉淪（太極樂隊） |
| 14th   | 王靖雯24K金碟至尊精選                                             | 精選        | 寶麗金（新藝寶）             | 1995年                                | 曲目 CD 1. 天與地（王靖雯） 2. 未平復的心（王靖雯、黃貫中） 3. 流非飛（王靖雯） 4. Keep It Together（王靖雯、軟硬天師） 5. 中間人（王靖雯） 6. 遲到的愛（王靖雯、黃翊） 7. 忘掉你像忘掉我（王靖雯） 8. 把鎖匙投進信箱（王靖雯） 9. 請勿客氣（王靖雯、軟硬天師） 10. 冷戰（王靖雯） 11. 夢遊（王靖雯） 12. 只因喜歡FAYE（王靖雯、林海峰） 13. 如風（王靖雯） 14. 重燃（王靖雯） 15. 有緣的話（王靖雯、獨白：陳小寶） 16. 我願意（弦樂版）（王靖雯） 17. 知己知彼（Europe Mix）（王靖雯） |
| 15th   | 歡慶迪士尼100週年                                                 | 精選        | AVEX                         | 2002年2月26日                         | 曲目 CD3 廣東版 1. 隨夢而行（容祖兒） 2. 我深心的愛（周華健） 3. 這世界睇清楚（周華健） 4. 兩個世界（粵語版）（周華健） 5. 天之驕子（周華健） 6. 影中我（陳慧琳） 7. 男子漢（粵語版）（成龍） 8. 一天（粵語版）（杜德偉） 9. 風采依然（李蕙敏） 10. 河水彎又彎（李蕙敏） 11. 旋轉的世界（甄楚倩） 12. 愛沒疆界（葉佩雯、謝霆鋒） 13. 新的世界（陳淑樺、周華健） 14. 不可透露（莫文蔚） 15. 最後希望（曾志偉） 16. 萬水千山（黃翊） |
| 16th   | 失而復得                                                          | 精選        | 環球唱片                     | 2006年8月5日                          | 曲目 CD 1. 痴心不變（黃翊） 2. 濃情厚意（鄭梓浩） 3. 不老的情人（李家明） 4. 最愛的妳（黃翊） 5. 為甚麼只有我在等（劉漢樂） 6. 忘掉有我 忘掉有妳（鄭梓浩） 7. 今夜遠方（康賢） 8. 黃昏戀人（黃翊） 9. 可知我依然等（鄭梓浩、劉玉翠） 10. 心窗的曙光（黃翊） 11. 講一句話好嗎？（劉漢樂） 12. 在妳轉身的一剎（黃翊） 13. 痛一次換來一個夢（胡越山、鄒靜） 14. 遲到的愛（黃翊、王靖雯） 15. 痴心一往（劉漢樂） 16. 孤單的我（鄭梓浩） |
| 17th   | 混音歌曲（Elements-系列）                                         | 混音精選    | 環球唱片                     | 2009年2月20日                         | 曲目 CD 1. 愛情陷阱（Special Club Mix）（譚詠麟） 2. 勁舞 Dancing Queen（Remix）（麥潔文） 3. 香腸、蚊帳、機關槍（Trip Mix II）（鍾鎮濤） 4. 心思思（Disco Remix）（許冠傑） 5. 無心睡眠（Whoo-Oh-O Mix）（張國榮） 6. 冰凍的女人（Remix）（鄺美雲） 7. Kiss（Kissin' Mix）（黃翊） 8. Get Up And Dance / 人生何處不相逢 / 傻女 / 不羈戀人 / 幾時再見（陳慧嫻） 9. 夜迷宮（Dub Mix）（關淑怡） 10. 川保久齡大戰山本耀司（Remix）（軟硬天師） |
| 1th    | 主題曲101 最愛戀曲 （页面存档备份，存于）                         | 精選        | 環球唱片                     | 2010年3月2日                          | 曲目 CD（Disc 1） 1. 倩女幽魂（張國榮） （電影《倩女幽魂》主題曲） 2. Kiss Me Goodbye（達明一派） （電影《戀愛季節》主題曲） 3. 午夜迷牆（Beyond） （電影《黑迷牆》主題曲） 4. 飛砂風中轉（周潤發） （電影《我在社會的日子》插曲） 5. 阿郎戀曲（許冠傑） （電影《阿郎的故事》主題曲） 6. 人間道（張學友） （電影《人間道》主題曲） 7. 話知你97（許冠傑） （電影《新半斤八襾》主題曲） 8. 別要我再等（關淑怡） （電影《鐵血騎警II朋黨》主題曲） 9. 遲到的愛（王靖雯、黃翊） （電影《再戰江湖》主題曲） 10. 滄海一聲笑（許冠傑） （電影《笑傲江湖》主題曲） 11. 道道道（張學友） （電影《倩女幽魂III：道道道》主題曲） 12. 兩心依然走近（劉小慧） （電影《帶子雄狼》主題曲） 13. 兩心知（黎明） （電影《神算》主題曲） 14. 地老天荒（關淑怡） （電影《雙龍會》主題曲） 15. 你的夢，我的夢（陳慧嫻） （電影《大鬧廣昌隆》主題曲） 16. 這世界已瘋癲（譚詠麟） （電影《俠盜高飛》主題曲） 17. 勝利的姿態（王馨平） （電影《青春火花》主題曲） CD（Disc 6） 1. 燃點真愛（陳慧嫻、陳百強、劉美君） （香港電台60週年歌劇《神奇旅程樂穿梭》主題曲） 2. 理想與和平（譚詠麟） （《1990年世界盃足球賽》主題曲） 3. Victory（李克勤） （無綫電視《2002年世界盃足球賽》宣傳歌） 4. 給香港小姐（楊千嬅） （無綫電視《2002年度香港小姐競選》主題曲） 5. 無名小子（黃凱芹） （日本動畫《伙頭智多星》無綫電視粵語版主題曲） 6. 足球小旋風（李克勤） （日本動畫《足球小旋風》無綫電視粵語版主題曲） 7. 真情流露（陳慧嫻） （日本動畫《超時空要塞》無綫電視粵語版主題曲） 8. 捉鬼敢死隊（草蜢） （日本動畫《捉鬼敢死隊》無綫電視粵語版主題曲） 9. 城市獵人（劉德華） （日本動畫《城市獵人》無綫電視粵語版主題曲） 10. 飄渺的遠方（黃翊） （日本動畫《龍珠》第二輯無綫電視粵語版主題曲） 11. 超人小子（黎瑞恩） （日本動畫《超人小子》無綫電視粵語版主題曲） 12. 美少女戰士（湯寶如、王馨平、周慧敏） （日本動畫《美少女戰士》無綫電視粵語版主題曲） 13. 光輝的天空（鄭嘉穎） （無綫電視兒童節目《閃電傳真機》主題曲） 14. 多啦A夢（陳慧琳） （日本動畫《多啦A夢》無綫電視粵語版主題曲） 15. 超速龍球（方力申） （日本動畫《超速搖搖》無綫電視粵語版主題曲） 16. 衝出去（劉浩龍） （《幪面超人龍騎》無綫電視粵語版主題曲） |
| 19th   | REMIX 101 – 最愛混音 （页面存档备份，存于）（页面存档备份，存于） | 混音精選    | 環球唱片                     | 2010年6月23日                         | 曲目 CD（Disc 4） 1. 最緊要好玩（Extended Version）（許冠傑） 2. 愛的火花 Dynamite（Disco-Mix）（露雲娜） 3. 魅幻（Cousin Mix）（鍾鎮濤） 4. Maggie（Maggie Mix）（譚詠麟） 5. 崩烈之日月無光版（達明一派） 6. Kiss（Kissin' Mix）（黃翊） 7. Miss You Much（Remix）（張國榮） 8. Get Up And Dance（人生何處不相逢、 傻女、不羈戀人、幾時再見）（陳慧嫻） 9. 我來自北京（Remix）（黎明） 10. 我愛夏日長（Hawaii Mix）（鄒靜） 11. 飛出戀愛街（X'mas Remix）（鄭嘉穎） 12. 再見狂風暴雨 Rainy Days（草蜢） 13. 心的接觸（X'mas Remix）（陳曉東） |
| 20th   | 新藝寶25週年 + 正東15週年經典101 （页面存档备份，存于）           | 精選        | 新藝寶唱片                   | 2010年11月1日                         | 曲目 CD（Disc 2） 1. 阿郎戀曲（許冠傑） （電影《阿郎的故事》主題曲） 2. 也許不易（李健達） （電影《阿郎的故事》插曲） 3. 黃昏戀人（黃翊） 4. 唱不完的歌（劉漢樂、方季惟、黃翊、 BEYOND、王靖雯） 5. 滄海一聲笑（許冠傑） （電影《笑傲江湖》主題曲） 6. 灰色軌跡（Beyond） （電影《天若有情》插曲） 7. Amani（Beyond） 8. 一冷一熱（甄楚倩） 9. 執迷不悔（國語）（王靖雯） 10. 廣播道 fans 殺人事件（軟硬天師） 11. 請勿客氣（軟硬天師、王菲） 12. 愛式（軟硬天師 / 黃耀明） 13. 容易受傷的女人（王靖雯） 14. 假使有日能忘記（蘇永康） 15. 男人不該讓女人流淚（蘇永康） 16. 春光乍洩（黃耀明） 17. 萬福馬利亞（黃耀明、關淑怡） |
| 21st   | Chok出正能量 101 （页面存档备份，存于）                           | 精選        | 環球唱片                     | 2012年6月25日                         | 曲目 CD（Disc 6） 1. 燃點真愛（陳慧嫻、陳百強、劉美君） （香港電台60週年歌劇《神奇旅程樂穿梭》主題曲） 2. 理想與和平（譚詠麟） （1990年世界杯主題曲） 3. Victory（李克勤） （2002年世界盃無綫宣傳歌） 4. 給香港小姐（楊千嬅） （2002年無綫《香港小姐》主題曲） 5. 無名小子（黃凱芹） （無綫卡通片《伙頭智多星》主題曲） 6. 足球小旋風（李克勤） （無綫卡通片《足球小旋風》主題曲） 7. 真情流露（陳慧嫻） （無綫卡通片《超時空要塞》主題曲） 8. 捉鬼敢死隊（草蜢） （無綫卡通片《捉鬼敢死隊》主題曲） 9. 城市獵人（劉德華） （無綫電視卡通片《城市獵人》主題曲） 10. 飄渺的遠方（黃翊） （無綫卡通片《龍珠2》主題曲） 11. 超人小子（黎瑞恩） （無綫卡通片《超人小子》主題曲） 12. 美少女戰士（湯寶如、王馨平、周慧敏） （無綫卡通片《美少女戰士》主題曲） 13. 光輝的天空（鄭嘉穎） （無綫電視節目《閃電傳真機》主題曲） 14. 多啦A夢（陳慧琳） （無綫卡通片《多啦A夢》主題曲） 15. 超速龍球（方力申） （無綫卡通片《超速搖搖》主題曲） 16. 衝出去（劉浩龍） （無綫電視兒童節目《幪面超人- 龍騎》主題曲） |
| 22nd   | 廣東經典101 Vol.2 （页面存档备份，存于）                          | 精選        | 環球唱片                     | 2014年3月17日                         | 曲目 CD（Disc 4） 1. 是雨？是淚？（許冠傑） 2. 未曾深愛已無情（鄺美雲） 3. 輕撫妳的臉（張學友） 4. 祇有情永在（張學友、鄺美雲） 5. 流離所愛（黃凱芹、余劍明） 6. 遲到的愛（王靖雯、黃翊） 7. 緣盡（劉德華） 8. 眷戀（李克勤） 9. 再見也許不再會（蔡國權） 10. 我的感覺（黎明） 11. 發誓（黎瑞恩） 12. Lonely（草蜢） 13. 離別太陽西沉時（劉小慧） 14. 今天夜裡總下雨（陳慧嫻） 15. 我們的近況（湯寶如） 16. 我的天 我的歌（許志安） 17. 假如讓我說下去（楊千嬅） |
| 23rd   | 環球經典禮讚（3in1）- 黃翊                                        | 復刻大碟    | 環球唱片                     | 2017年9月24日（環球經典禮讚）         | 曲目 CD CD（DISC 1 － 冬季等到夏季） 1. 冬季等到夏季 2. 信差日記 3. 太陽傘下 4. 為了妳 5. 愛像冰封 6. 客人 7. 黃昏戀人 8. 戀愛物語 9. 告訴我為何 10. 愛情玩笑 CD（DISC 2 － 黃翊（Kiss）） 1. Kiss 2. 愛是從來無盡頭 3. 崩潰 4. 就算 5. 遲到的愛（與王靖雯合唱） （電影《再戰江湖》主題曲） 6. 可以嗎？ 7. 離別季節 8. 兒歌 9. 飄渺的遠方 （日本動畫《龍珠》第二輯無綫電視粵語版主題曲） 10. 誰來愛我們 （1989亞太金箏流行曲創作大賽（香港決賽）冠軍歌曲） CD（DISC 3 － Dance and Romance） 1. 火中火 2. 豐盛人生 3. 不要怕發生 4. 逃夢 5. 專制情人 6. I'm In Love 7. 歲月長情 8. 錯愛也是愛 9. 喜歡愛妳 10. 一剎痴情 11. 心窗的曙光 |
| 24th   | 環球經典禮讚（3in1）- 黃翊（2）                                   | 復刻大碟    | 環球唱片                     | 2017年9月24日（環球經典禮讚）         | 曲目 CD CD（DISC 1 － Arrival） 1. 哭著笑 2. 一世濃情 （無綫電視劇集《破繭邊緣》主題曲） 3. 笑吧 （無綫電視劇集《賭霸》主題曲） 4. 在妳轉身的一刹 （無綫電視劇集《賭霸》插曲） 5. 電視人 6. 眼睛不說謊 7. 高溫雪花 8. 深深愛過 9. 做個香港人 10. 改天相愛過 CD（DISC 2 － Forever） 1. 痴心不變 2. 再見寂寞 3. 最愛的妳 4. 逃夢 5. 黄昏戀人 6. 火中火 7. 心窗的曙光 8. Kiss（Kissin' Mix） 9. 喜歡愛妳 10. 報復 11. 可以嗎？ 12. I'm In Love 13. 愛是從來無盡頭 CD（DISC 3 － Changes） 1. 最愛的妳 （無綫電視外購劇《阿Sir正傳》主題曲） 2. 寧願這麼過一生 3. 報復 4. 這是我最後一次等妳 5. 若妳記得我 6. 妳的心事 7. 愛在夕陽後 8. 忘記一些還有一些 9. 忘記得差不多 10. 惡夢 |

### 未出碟歌曲
| 年份   | 歌名                           | 備註                                       |
| 1990年 | 搞風搞雨（页面存档备份，存于） | 英國動畫《奇鴨一族》粵語主題曲             |
| 1993年 | 樂善的心（群星大合唱）         | 1993年《減災扶貧創明天》主題曲（音樂錄像） |
| 2021年 | 心淡                           | 音樂永續系列作品，翻唱容祖兒歌曲           |

### 原創歌曲
| 年份   | 歌名       | 備註                                                 |
| 1989年 | 黃昏戀人   | 作詞                                                 |
| 1990年 | 心窗的曙光 | 首次作曲，亦是為聽障人士而寫的作品，當年曾以手語演繹 |
| 1991年 | 最愛的妳   | 作曲、作詞                                           |
| 1991年 | 痴心不變   | 作曲、作詞                                           |
| 1992年 | 哭著笑     | 作曲                                                 |
| 2018年 | 愛到底     | 作曲                                                 |
| 2020年 | 好想你     | 作曲、作詞                                           |

### 派台歌曲成績
| 派台歌曲成績         |                 |     |      |     |     |                                                                             |
| 唱片                 | 歌曲            | 903 | RTHK | 997 | TVB | 備註                                                                        |
| 1988年               |                 |     |      |     |     |                                                                             |
| Pearl Lee On Holiday | 一呼百應        | 13  | /    |     | 8   | 與李明珠合唱 OT：Koreana ~ Hand In Hand（韓 & 英）                          |
| 1989年               |                 |     |      |     |     |                                                                             |
| 冬季等到夏季         | 冬季等到夏季    | 10  | /    |     | 6   | OT：因幡晃 ~ ミセスMOON‐LIGHT（日）                                         |
| 冬季等到夏季         | 客人            | -   | /    |     | -   |                                                                             |
| 冬季等到夏季         | 黃昏戀人        | 22  | /    |     | -   | OT：伊藤薫 ~ 君への道…（日） 同曲曲目：陳慧嫻 ~ 忘記悲傷（粵）              |
| 黃翊                 | 誰來愛我們      | -   | -    |     | 10  |                                                                             |
| 1990年               |                 |     |      |     |     |                                                                             |
| 黃翊                 | 愛是從來無盡頭  | 17  | /    |     | 8   | OT：Endang S. Taurina ~ Sisa Sisa Kenangan                                  |
| 黃翊                 | Kiss            | 5   | /    |     | 4   | OT：Prince（王子） ~ Kiss（页面存档备份，存于）（英）                       |
| 黃翊                 | 可以嗎？        | 19  | -    |     | 3   | OT：EPO（页面存档备份，存于） ~ きゅんと（日）                              |
| Dance & Romance      | I'm In Love     | 8   | 6    |     | -   | OT：Karyn White ~ The Way You Love Me（英） 同曲曲目：林憶蓮 ~ 夜生活（粵） |
| Dance & Romance      | 錯愛也是愛      | 22  | -    |     | -   | OT：薛岳 ~ 失去聯絡（國）                                                   |
| Dance & Romance      | 火中火          | 9   | 8    |     | -   | OT：Jane Child ~ Don't Wanna Fall in Love（英）                             |
| Dance & Romance      | 逃夢            | 18  | -    |     | -   |                                                                             |
| 1991年               |                 |     |      |     |     |                                                                             |
| Changes              | 妳的心事        | 28  | 19   |     | 9   | OT：Rainhard Fendrich ~ Von Zeit Zu Zeit（意）                              |
| Changes              | 報復            | 19  | 18   |     | 8   | OT：久保田利伸 ~ Shoot the Hoop（日）                                       |
| Changes              | 最愛的妳        | 9   | 16   |     | 1   | 無綫電視外購日劇《阿Sir正傳》主題曲                                         |
| Forever              | 痴心不變        | 24  | 12   |     | 1   |                                                                             |
| 1992年               |                 |     |      |     |     |                                                                             |
| Forever              | 再見寂寞        | -   | -    |     | 10  |                                                                             |
| Arrival              | 哭著笑          | 6   | 3    |     | 4   |                                                                             |
| Arrival              | 一世濃情        | 30  | -    |     | 3   |                                                                             |
| Arrival              | 電視人          | 18  | -    |     | -   |                                                                             |
| 2017年               |                 |     |      |     |     |                                                                             |
| A Second Chance      | 我的光          | -   | 14   | -   | -   |                                                                             |
| 2018年               |                 |     |      |     |     |                                                                             |
| A Second Chance      | 愛到底          | -   | -    | -   | -   |                                                                             |
| 2019年               |                 |     |      |     |     |                                                                             |
| A Second Chance      | A Second Chance | -   | -    | -   | -   | 與黃寶欣合唱                                                                |
| 2021年               |                 |     |      |     |     |                                                                             |
|                      | 好想你          | -   | -    | -   | -   |                                                                             |

| 各台冠軍歌總數 | 各台冠軍歌總數 | 各台冠軍歌總數 | 各台冠軍歌總數 | 各台冠軍歌總數    |
| -------------- | -------------- | -------------- | -------------- | ----------------- |
| 903            | RTHK           | 997            | TVB            | 備註              |
| 0              | 0              | 0              | 2              | 三台冠軍歌總數: 0 |

## 演出作品

### 電視劇
| 首播                            | 劇名           | 角色                                   | 備註                                                                 |
| 無綫電視                        |                |                                        |                                                                      |
| 1989年                          | 淘氣雙子星     | 張耀邦（Billy仔）                      |                                                                      |
| 1991年                          | 我愛玫瑰園     | 王 峰                                  | 第88及89集                                                           |
| 1992年                          | 破繭邊緣       | 周 希                                  | 演唱主題曲《一世濃情》                                               |
| 1992年                          | 賭霸           | 朱國強（雞頭）                         | 演唱主題曲《笑吧》及插曲《在妳轉身的一剎》                           |
| 香港電台電視部、港台電視31、31A |                |                                        |                                                                      |
| 1991年                          | 性本善         | Johnny                                 | 第1集：《仲夏日之旅》（页面存档备份，存于）                          |
| 1992年                          | 歲月流情       | 浩 明                                  | 第10集：《月明時候》（页面存档备份，存于）                           |
| 1993年                          | 唱談普通話     | 查六安                                 | 第3集：《客來奉茶》（页面存档备份，存于）                            |
| 1993年                          | 唱談普通話     | 方忠正                                 | 第5集：《戀戀西湖》（页面存档备份，存于）                            |
| 1993年                          | 唱談普通話     | 梅幸富                                 | 第10集：《濟公新傳》（页面存档备份，存于）                           |
| 1993年                          | 唱談普通話     | 溫仁才                                 | 第11集：《他來自上海》（页面存档备份，存于）                         |
| 1993年                          | 唱談普通話     | 李廣義                                 | 第12集：《我本善良》及演唱歌曲《是無緣還是錯》（页面存档备份，存于） |
| 1993年                          | 唱談普通話     | 第13集：《偶然》（页面存档备份，存于） |                                                                      |
| 1996年                          | 正讀妙探顯神通 | 龔定邦                                 |                                                                      |
| 2018年                          | 我的家庭醫生 3 | 潘醫生                                 | 第4集：《可以說的秘密》（页面存档备份，存于）                        |

### 主持節目
| 首播     | 節目名         | 備註                 |
| 無綫電視 |                |                      |
| 1990年   | Sunday新地帶   | 主持                 |
| 2001年   | 精叻自遊72小時 | 韓國篇（與楊怡主持） |

### 電影
| 首映   | 電影名       | 角色     | 備註                                                 |
| 1992年 | 無名份的浪漫 | Sam Wong |                                                      |
| 1999年 | 垂死一眼     | 阿 柏    |                                                      |
| 微電影 |              |          |                                                      |
| 2021年 | 好想你       | 翊       | 第八屆【微電影「創＋作」支援計劃（音樂篇）】- 組別一 |

### 網上直播節目

#### 筋肉男豚
| # | 日期          | 嘉賓   | 備註     |
| 1 | 2021年1月16日 | 不適用 | 限定組合 |

### 其他網絡節目
| 日期          | 節目名              | 備註     |
| 2019年7月15日 | 曠世大文豪 — 蘇東坡 | 網劇聲演 |

### 演唱會

#### 個人
| 日期           | 演唱會名                                     | 備註                     |
| 1990年11月18日 | POP84 CELEBRATES 黃翊生日演唱會              |                          |
| 1992年6月28日  | 叱咤903商業二台妖獸都市之黃翊 MY BABY 音樂會 |                          |
| 2018年10月23日 | 黃翊最愛的你演唱會2018                       | 首個個人演唱會           |
| 2021年11月27日 | 2021黃翊最愛的你2.0演唱會                    | 時隔三年後再開個人演唱會 |

#### 其他
| 日期              | 演唱會名                   | 備註   |
| 2019年9月11、12日 | 記得 ⋯⋯ 我們的主打歌演唱會 | 演出者 |

## 曾獲獎項與提名
| 年份   | 獎項                                                            | 結果 |
| 1988年 | 1988年勁歌金曲第四季季選 - 季選金曲《一呼百應》（與李明珠合唱） | 提名 |
| 1989年 | 1989年勁歌金曲第一季季選 - 季選金曲《冬季等到夏季》             | 提名 |
| 1989年 | 1989年勁歌金曲第四季季選 - 季選金曲《誰來愛我們》               | 提名 |
| 1989年 | 第十二屆十大中文金曲頒獎音樂會 - 「最有前途新人獎」優異獎       | 獲獎 |
| 1990年 | 1990年勁歌金曲第一季季選 - 季選金曲《愛是從來無盡頭》           | 提名 |
| 1990年 | 1990年勁歌金曲第二季季選 - 季選金曲《Kiss》、《可以嗎》         | 提名 |
| 1991年 | 1991年勁歌金曲第二季季選 - 季選金曲《妳的心事》、《報復》       | 提名 |
| 1991年 | 1991年勁歌金曲第三季季選 - 季選金曲《最愛的妳》                 | 獲獎 |
| 1991年 | 1991年勁歌金曲第四季季選 - 季選金曲《痴心不變》                 | 提名 |
| 1992年 | 1992年勁歌金曲第一季季選 - 季選金曲《再見寂寞》                 | 提名 |
| 1992年 | 1992年勁歌金曲第二季季選 - 季選金曲《哭著笑》                   | 提名 |
| 1992年 | 1992年勁歌金曲第三季季選 - 季選金曲《一世濃情》                 | 提名 |
| 2020年 | AEG Music Channel音樂排行榜頒獎典禮2020 - 鑽石網上熱唱歌手      | 獲獎 |
| 2021年 | AEG Music Channel音樂排行榜頒獎典禮2021 - 鑽石人氣歌手          | 獲獎 |

## 外部連結
- 黃翊的Facebook專頁 - 黃翊官方專頁：精神翊翊歌友會
- YouTube上的黃翊 Wong Yik頻道
- 黃翊的Instagram帳戶
- 黃翊的新浪微博